# Брусино
Брусино е село в Южна България. То се намира в община Ивайловград, област Хасково.

## География
Село Брусино се намира в планински район.